# Scaphoideus matsumurai
Scaphoideus matsumurai är en insektsart som beskrevs av Freytag 1976. Scaphoideus matsumurai ingår i släktet Scaphoideus och familjen dvärgstritar. Inga underarter finns listade i Catalogue of Life.